# Eyetok
Eyetok és una aplicació per mòbil catalana creada per Bruno Saguer Duprez i Oscar Vidal Larsson l'any 2013 i es va aparèixer al mercat mundial durant l'edició del Mobile World Congress de 2015.. Es tracta d'una plataforma de streaming (reproducció en línia) que permet als usuaris compartir i reproduir vídeos. Aquesta aplicació es col·loca a la tendència de propostes relacionades a la retransmissió de fets a temps real. Eyetok és un startup (empresa emergent) dedicada al Contingut Generat en Viu per Usuaris (User Generated Live Content) que permet a les organitzacions -mitjans, marques, esdeveniments esportius o musicals- adquirir, giestionar i pulicar vídeos retransmesos directament en live-streaming pels mateixos usuaris, en el moment i lloc on ocorre l'acció.
Actualment Eyetok es pot descarregar gratuïtament per a dispositius iOS i Android i compta amb usuaris Premi a la Innovació disruptiva sectorial.

## Propostes que presenta l'aplicació d'Eyetok[2]
Eyetok és una plataforma d'alta disponibilitat i escalabilitat sense límits, i la implementació d'elements com codificadors de vídeo i xarxes de distribució de contingut aporta una experiència d'usuari òptima arreu de món. D'altra part, Eyetok disposa d'un sistema de monitoratge avançat que permet actuar davant errors i controlar les variacions en els costos, així com registres d'activitat per analitzar el rendiment de la solució i obtenir insights del comportament dels usuaris.

### Disseny
- Amplada i elasticitat per suportar grans transferències de dades.
- Comunicació constant i ininterrompuda entre l'usuari que emet el vídeo i el servidor que el codifica.
- Desplegaments de codi sense interrupció del servei.
- Presència global de l'streaming per evitar una mala experiència de visionat per problemes de latència.
- Costos ajustats a l'ús de la plataforma.

## Reconeixements
Des de la seva creació han aconseguit fer-se amb el Premi a la Innovació disruptiva sectorial en la 12a edició dels Premis BDigital a la Innovació Digital.